# Otto F. Walter
Otto Friedrich Walter (* 5. Juni 1928 in Rickenbach, Schweiz; † 24. September 1994 in Solothurn) war ein Schweizer Schriftsteller und Verlagsleiter.

## Jugend
Otto F. Walter war das jüngste von neun Kindern des Verlegers Otto Walter; eine seiner acht Schwestern war die Schriftstellerin Silja Walter. Walter wuchs in Rickenbach bei Olten im Kanton Solothurn auf. Er besuchte die Schule des Klosters Engelberg, verliess das Gymnasium jedoch nach der sechsten Klasse vorzeitig und absolvierte eine Buchhändlerlehre in Zürich. 1950 volontierte er in einer Druckerei in Köln.

## Walter Verlag
Ab 1951 war er Sekretär und Lektor im Jakob Hegner Verlag, der Teil des väterlichen Verlagsunternehmens war. Ab 1956 leitete er in dem von seinem Vater gegründeten Walter Verlag das literarische Programm und bewirkte den Wandel des bis dahin konservativ-katholischen Unternehmens zu einem wichtigen Verlag der damaligen literarischen Avantgarde, in dem nicht nur die Werke Alfred Döblins erschienen, sondern auch die Bücher von Autoren wie Alfred Andersch, Sherwood Anderson, Helmut Heißenbüttel und Peter Bichsel.

## Luchterhand Verlag
1966 schied Otto F. Walter wegen Differenzen mit den Aktionären über die progressive Ausrichtung des Verlagsprogramms (Anlass war vor allem die Veröffentlichung von Ernst Jandls Laut und Luise) aus dem Walter Verlag aus. Er übernahm 1967 beim Luchterhand Literaturverlag in Neuwied als Geschäftsführer das literarische und soziologische Programm; ab 1969 war er Leiter des gesamten Verlages. 1973 schied er aus dem Luchterhand-Verlag aus und kehrte in die Schweiz zurück, wo er zuerst in Oberbipp, dann in Solothurn lebte. Bis 1982 war er noch Aussenmitarbeiter beim Luchterhand-Verlag, danach freier Schriftsteller. Er war Mitglied im PEN-Zentrum BRD.

## Familie
Otto F. Walter war von 1952 bis 1964 verheiratet (in zweiter Ehe mit Maria Walter, geborene Haberthür) und hatte drei Söhne (Daniel, Kuno und Otto). Er war Mitglied der Gruppe Olten und des P.E.N.-Zentrums Deutschland. Sein Nachlass befindet sich im Schweizerischen Literaturarchiv in Bern.

## Auszeichnungen
- 1959 Internationaler Charles-Veillon-Preis (für Der Stumme)
- 1972 Kulturpreis des Kantons Solothurn
- 1977 Buchpreis des Kantons Bern
- 1980 Literaturpreis des Südwestfunks (für Lesung aus einem Manuskript)

## Werke

### Prosa
- Der Stumme. Roman, Kösel. München 1959; 1976 verfilmt
- Herr Tourel. Roman, Kösel. München 1962
- Die ersten Unruhen. Roman. Rowohlt, Reinbek bei Hamburg 1972
- Die Verwilderung. Roman. Rowohlt, Reinbek bei Hamburg 1977
- Wie wird Beton zu Gras? Roman. Rowohlt, Reinbek bei Hamburg 1979
- Das Staunen der Schlafwandler am Ende der Nacht. Roman. Rowohlt, Reinbek bei Hamburg 1983
- Zeit des Fasans. Roman. Rowohlt, Reinbek bei Hamburg 1988
- Gegenwort. Aufsätze, Reden, Begegnungen. Limmat, Zürich 1988
- Auf der Suche nach der anderen Schweiz. Edition Kürz, Küsnacht 1991
- Die verlorene Geschichte. Erzählung. Rowohlt, Reinbek bei Hamburg 1993, ISBN 3-498-07330-3.

### Gespräch
- Eine Insel finden. Gespräch zwischen Otto F. Walter und Silja Walter. Moderiert und mit Vorwort von Philippe Dätwyler. Arche, Zürich 1983, ISBN 3-716-050040
- Anarchismus als (persönliche) Utopie. Heinz Hug interviewt Otto F. Walter. In: Schwarzer Faden, 13. Jg., Heft 2/92 [Nr. 42], S. 49–54

### Theaterstücke
- Elio oder Eine fröhliche Gesellschaft. Stück in drei Akten mit Vor- und Nachspiel, Kösel, München 1965 (Uraufführung: Schauspielhaus Zürich 1965)
- Die Katze. In: Theater heute. 10/1967 (Uraufführung: Schauspielhaus Zürich 1965, Regie: Kurt Eberhardt)

### Hörspiele/Radiosendungen
- Die ersten Unruhen, SRF, Stuttgart 1972

### Als Herausgeber
- Luchterhand. Die ersten 50 Jahre 1924–1974. Luchterhand, Neuwied 1975

## Film
- Der Stumme, Spielfilm mit Hanna Schygulla und Wolf Kaiser nach dem gleichnamigen Roman von Otto F. Walter unter Regie von Gaudenz Meili – deutsch-rätoromanische Koproduktion des Schweizer Fernsehens DRS, 1976

## Video
- AudioVisionen. Eine Hommage an Otto F. Walter, 1928–1994. Idee und Realisation: Giaco Schiesser/Armin Heusser Auswahl: Giaco Schiesser. In Zusammenarbeit mit: <neXt> (Schweizer Fernsehen DRS, Zürich) und Schweizerisches Literaturarchiv (Bern). Betacam, s-w/col., 67 Min. Kopien: VHS-Kassetten. © Solothurner Literaturtage 1995.